# Hail, Hail
«Hail, Hail» es la segunda canción del álbum "No Code" del grupo de rock Pearl Jam, así como el segundo sencillo promocional de dicho álbum. La canción fue estrenada en vivo en el "Late Show with David Letterman" en septiembre de 1996 como promoción de su nuevo álbum. El sencillo estaba acompañado del Lado B "Black, Red, Yellow". "Hail, Hail" alcanzaría el lugar #9 en las lista Mainstream Rock Tracks y Modern Rock Tracks de la revista Billboard. Además sería incluida en la recopilación de grandes éxitos del grupo "Rearviewmirror: Greatest Hits 1991-2003".

## Significado de la letra
La letra de "Hail, Hail" habla acerca de dos personas que atraviesan una relación amorosa difícil y que pelean por mantenerse unidos.

## Formatos y listas de canciones
Toda la información está tomada de varias fuentes.
- Sencillo en CD (Austria, Australia, Canadá, Japón y Sudáfrica)
  1. "Hail, Hail" (Gossard, Vedder, Ament, McCready) – 3:44
  2. "Black, Red, Yellow" (Vedder) – 2:59
    - No lanzada previamente